# Angélica Viana Porto

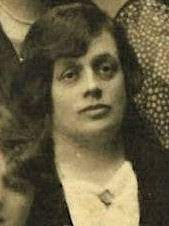
Angélica Viana Porto auf dem II. Congresso Feminista e de Educação, 1928

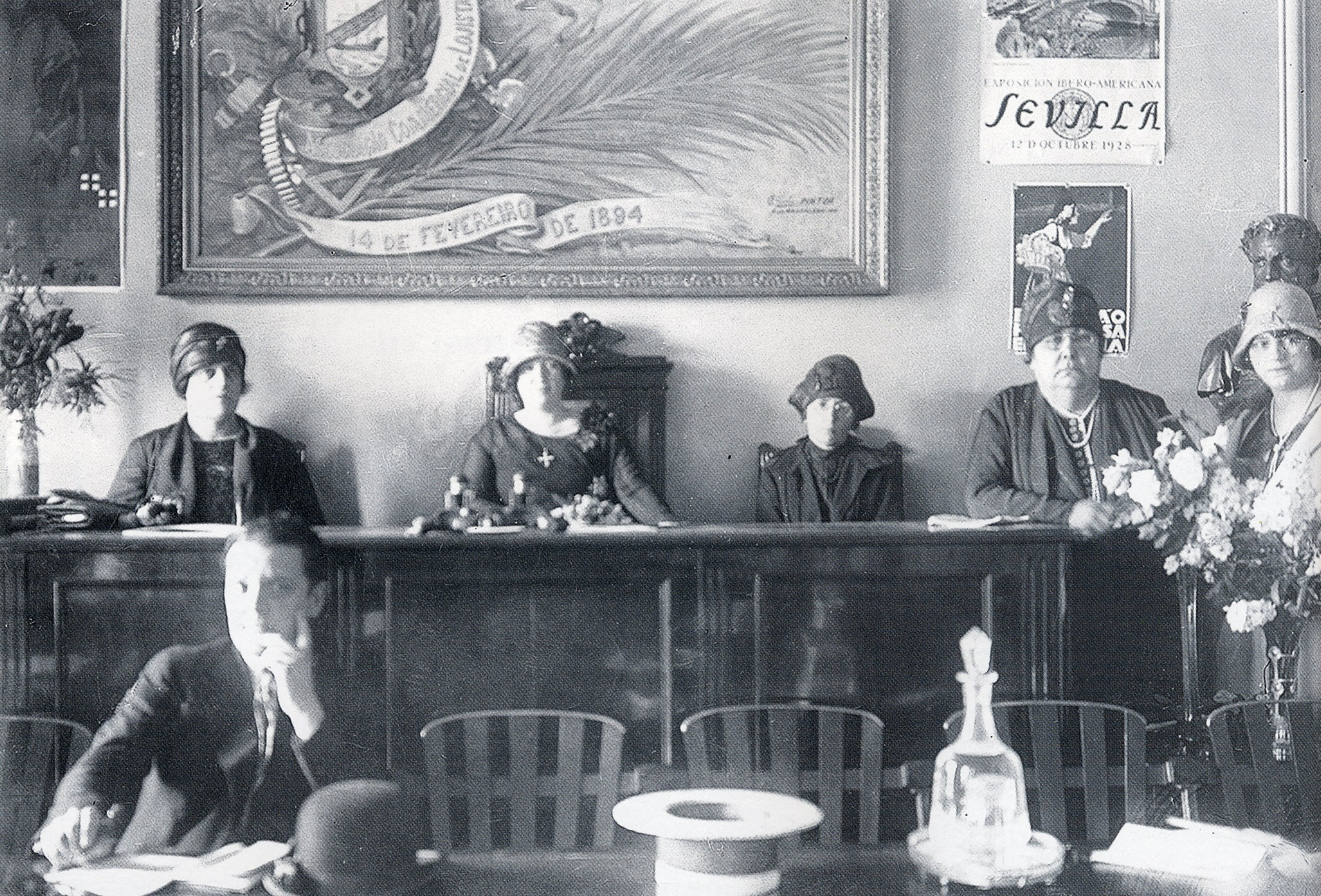
Eröffnungssitzung des II. Congresso Feminista e de Educação, Lissabon 1928. Von links nach rechts: Angélica Viana Porto, Elisa Soriano, Beatriz Magalhães, Adelaide Cabete und Maria Leonarda Correia da Costa

Angélica Cristina Irene Lopes Viana Porto (* 10. November 1881 in Paço de Arcos, Oeiras; † 21. Mai 1938 in São Mamede, Lissabon) war eine feministische, republikanische, pazifistische und antifaschistische Aktivistin in Portugal, die während der ersten Welle der portugiesischen Frauenbewegung für ihre Militanz bekannt war. Sie war Mitglied der Liga Republicana das Mulheres Portuguesas und des Conselho Nacional das Mulheres Portuguesas, wo sie sich in diversen Ämtern engagierte.

## Leben
Viana Porto wurde als Tochter von Augusto Gomes Viana, Zollbeamter aus Alcântara, und Emília das Dores Lopes Viana aus Mercês, beides Gemeinden von Lissabon, geboren und am 25. Februar 1882 in der Kirche von Oeiras getauft.
Sie war mit dem aus Porto stammenden Agostinho Santos Porto verheiratet, bevor sie 1913 Witwe wurde.
1907 leitete sie ehrenamtlich zusammen mit Ilda Jorge, Maria Veleda und Ana de Castro Osório ein Frauenkomitee, das sich um die Einrichtung eines Kindergartens in Lissabon für benachteiligte Kinder zwischen 3 und 6 Jahren bemühte.
Ein Jahr später, 1908, nahm sie als Aktivistin der Liga Republicana das Mulheres Portuguesas an Protestaktionen, Petitionen und Konferenzen der republikanischen Frauen- und Feminismusbewegung teil und forderte das Wahlrecht für Frauen, das Scheidungsrecht, den Zugang zu Bildung und Berufen, die Frauen verschlossen waren, die gleiche Entlohnung der Geschlechter und die rechtliche Gleichstellung in der Ehe. Später, während der Ersten Portugiesischen Republik, zwischen 1914 und 1918, gehörte sie mehreren Frauendelegationen an, warb um neue Mitglieder und Spenden, beteiligte sich an Volksabstimmungen und bekleidete verschiedene Positionen im Vorstand der Liga Republicana das Mulheres Portuguesas und unterzeichnete die an die Regierung von Sidónio Pais gerichtete Petition, in der sie erneut das Frauenwahlrecht forderte. 1917 übernahm sie zusammen mit Filipa de Oliveira und Luísa de Almeida die Leitung der Zeitung A Madrugada.
Im Laufe ihres Lebens schrieb sie diverse Artikel, in denen sie Frauenrechte einforderte, wobei sie in den Zeitschriften O Rebate, O Mundo, Civilização, Educação (dem Organ der portugiesischen Gewerkschaft União Educativa Portuguesa), Educação Social, Alma Feminina und der von ihr geleiteten A Madrugada veröffentlichte.
Im Jahr 1916 wurde sie Freimaurerin. Sie gehörte unter dem freimaurerischen Namen „Mdme Roland“ den Logen Carolina Ângelo und Humanidade innerhalb der Großloge Grande Oriente Lusitano an. Später trat sie dann der rein weiblichen Le Droit Humain bei.
Ab 1919 trat sie dem Conselho Nacional das Mulheres Portuguesas bei und arbeitete an der Zeitschrift Alma feminina mit, dem offiziellen Presseorgan der Bewegung unter Leitung von Maria Clara Correia Alves und später von Adelaide Cabete und Elina Guimarães geleitet wurde. Viana Porto hatte verschiedene Ämter innerhalb des Conselho inne: Secretária do Interior (1920), Mitglied des Verwaltungsrats der Liga de Bondade (1921–1923), stellvertretende Vorsitzende (1929, 1931–1934, 1936), Ehrenvorsitzende (1937) und Vorsitzende der Comissão Moral (1922–1929, 1931–1934, 1936). Sie nahm als Rednerin am I. und II. Congresso Feminista e de Educação des Conselho in Lissabon teil. In deren Rahmen machte sie Ausführungen zu den Themen Assistência às delinquentes („Unterstützung für weibliche Straftäterinnen“, 1924), Memória da Secção de Moral do Conselho Nacional das Mulheres Portuguesas (1926), A acção moral do trabalho („Auswirkungen von Arbeit auf die Moral“, 1928) und A valorização do trabalho feminino („Wertschätzung der Arbeit von Frauen“, 1929) sprach.
Viana Port unterstützte pazifistische und abolitionistische Initiativen, sie sprach auf der von der Secção da Paz des Conselho am 18. Mai 1927 organisierten pazifistischen Tagung, schrieb einen Beitrag für den ersten Congresso Nacional Abolicionista (1926) und sprach auf dem zweiten (1929), die beide von der Liga Portuguesa Abolicionista organisiert wurden. In dieser Zeit sammelte sie auch Spenden für verschiedene Wohltätigkeitsaktionen sowie für den Kauf eines Flugzeugs, das der ersten Fliegerin Portugals, Maria de Lurdes Braga de Sá Teixeira, geschenkt werden sollte.
1928 schloss sie sich der Kampagne der portugiesischen republikanischen Zeitung O Rebate an, die das Vorgehen des Estado Novo kritisierte und ein Ende der neu entstandenen Welle politischer Verfolgung forderte.
Viana Porto starb im Alter von 56 Jahren in Lissabon an Epilepsie. Sie ist auf dem Cemitério do Alto de São João begraben.